# Felix Niedner
Felix Niedner (* 14. April 1859 in Halle an der Saale; † 19. August 1934 in Eberswalde) war ein deutscher Lehrer und Skandinavist.
Nach seinem Studium der Germanistik an der Universität Berlin und der Promotion bei Karl Müllenhoff 1881 arbeitete er von 1883 bis 1907 als Gymnasiallehrer am Friedrichs-Gymnasium in Berlin.
Sein Lebenswerk stellt zweifelsohne die Herausgabe der 24 Bände umfassenden Sammlung Thule dar, die der Verlag Eugen Diederichs in Jena in den Jahren von 1911 bis 1930 verlegte. Der Herausgeber konnte bei der Bearbeitung und Übersetzung auf anerkannte zeitgenössische Fachgelehrte der Altgermanistik und Skandinavistik zurückgreifen, die damit die Verantwortung für die einzelnen Bände dieser Buchreihe Altnordische Dichtung und Prosa übernahmen, so Walter Baetke, Felix Genzmer, Paul Herrmann und Andreas Heusler.
1929 wurde er korrespondierendes Mitglied der Gesellschaft der Wissenschaften zu Göttingen.

## Veröffentlichungen (Auswahl)
- Das deutsche Turnier im 12. und 13. Jahrhundert. Weidmann, Berlin 1881 (= Dissertation) (Dilibri).
- Zur Lieder-Edda (1896)
- Carl Michael Bellman, der schwedische Anakreon (1905)
- Die Geschichte vom Skalden Egil (1911)
- Islands Kultur zur Wikingerzeit (1913)